# Isla Monomoy
La isla Monomoy (en inglés: Monomoy Island) es una isla estadounidense de 8 kilómetros de largo ubicada en el estado estadounidense de Massachussetts, más concretamente al suroeste de Chatham, Cabo Cod. A veces conectada con el continente y a veces siendo una isla debido a las mareas, alberga el Refugio Nacional de Vida Silvestre Monomoy. En la Carta de Massachussetts de 1961 se le menciona también como Callo Mallabar (o Cabo Malabar).

## Historia
Aunque aislada, la isla Monomoy ya albergaba una comunidad en 1710. En aquel entonces, en una zona llamada Wreck Cove —hoy conocida como Hospital Pond— se instaló una taberna que servía de refugio y punto de encuentro para los marineros.
Durante el siglo XIX, un puerto natural en la costa interior de la isla, conocido como el Agujero de la Pólvora, propició el surgimiento de un asentamiento pesquero. Whitewash Village, como se le llamó, llegó a tener unos 200 habitantes. Entre sus construcciones se encontraban la taberna Monomoit House y la Escuela Pública n.º 13, que en su mejor momento acogía a 16 alumnos a la vez. El bacalao y la caballa que se capturaban en las aguas cercanas se secaban y envasaban con destino a los mercados de Boston y Nueva York. Las langostas también eran abundantes y representaban una fuente vital de alimento y comercio para los habitantes, quienes las vendían en el continente. Debido a todo esto se decide construir un faro.
El pueblo fue abandonado hacia 1860, luego de que un huracán destruyera el puerto. No obstante, fue reconstruido en 1863 y ocupado nuevamente hasta 1876, cuando volvió a quedar deshabitado.
Décadas más tarde, en la primavera de 1958, una tormenta abrió un canal poco profundo entre Monomoy y la isla Morris, separándola del continente. La gran nevada de 1978 fragmentó aún más la isla, dividiéndola en Monomoy Norte y Monomoy Sur. Sin embargo, una nueva tormenta durante el invierno de 2006-2007 reconectó Monomoy Sur con tierra firme, aunque Monomoy Norte permanece como una isla independiente.
En 1970, Monomoy fue declarada Refugio Federal de Vida Silvestre, convirtiéndose en una parada crucial para unas 285 especies de aves migratorias. Desde que recibió protección oficial en 1972, la población de focas grises ha crecido significativamente, especialmente en Monomoy y en la cercana South Beach de Chatham. Parte de este refugio es ahora también designado como Área Silvestre de Monomoy.
Hoy en día, la isla no tiene habitantes, ni electricidad, ni carreteras pavimentadas. Aún se conservan la vivienda del farero, el faro, una torre de hierro fundido y una caseta de ladrillo que albergaba el generador, todo en el extremo sur de la isla.
Antes de la Segunda Guerra Mundial, el gobierno de Estados Unidos asumió el control de Monomoy. En 1944 se estableció allí un campo de tiro aéreo, utilizado por las Fuerzas Aéreas del Ejército y otras unidades para prácticas de bombardeo. Ese mismo año se oficializó también la creación del Refugio Nacional de Vida Silvestre. El campo fue abandonado en 1951, aunque el refugio continúa activo hasta el presente. En 1995, el antiguo campo de entrenamiento fue inspeccionado por el programa FUDS (Sitios de Defensa Anteriormente Usados) del Cuerpo de Ingenieros del Ejército. No se encontraron municiones sin detonar, aunque informes anteriores de 1950, 1951 y 1965 mencionan el hallazgo de bombas de práctica de 2,3 kg (5 lb). Para entonces, el antiguo sitio de bombardeo ya se encontraba bajo el agua, debido al desplazamiento gradual de la isla.
Desde 2013, se ha registrado un aumento en los avistamientos de tiburones blancos del Atlántico en las costas de la isla. Algunos han sido marcados para su estudio por la tripulación del barco F/V Ezyduzit, como parte de un esfuerzo de monitoreo científico.